# Billy Pett
William James Pett (* 25. August 1873 in Derby; † 27. Dezember 1954 oder 28. Dezember 1954 in Ewell) war ein britischer Radrennfahrer.
Erst mit 20 Jahren begann Billy Pett mit dem Radsport. So war er bereits 30 Jahre alt, als er bei den UCI-Bahn-Weltmeisterschaften 1904 in London Vize-Weltmeister im Steherrennen der Amateure wurde. Im Jahr darauf wurde er britischer Meister über 50 Meilen auf der Bahn. 
1906 startete Pett bei den Olympischen Zwischenspielen in Athen und errang die Goldmedaille im 20-Kilometer-Bahnrennen. Er nahm auch am Straßenrennen teil, das er aber nach einem Sturz nicht beenden konnte. Zwei Jahre später belegte er im 100-Kilometer-Bahnrennen bei den Olympischen Spielen in London Platz vier, nachdem er zusammen mit den weiteren britischen Fahrern den Sprint für den späteren Sieger Charles Bartlett angezogen hatte. Das Rennen galt als major event, für das der Prince of Wales einen Pokal gespendet hatte.
1908 stellte Pett einen britischen Stundenrekord auf, als er hinter einem Tandem als Schrittmacher 30 Meilen und 1,170 yards fuhr. Der Rekord hatte 20 Jahre lang Bestand.
Billy Pett erreichte alle diese Erfolge, obwohl er neben dem Radsport voll berufstätig war. Er war Mitarbeiter im Weinkeller von Harrods und arbeitete täglich von acht Uhr morgens bis sieben Uhr abends. So konnte er nie an Abendrennen unter der Woche teilnehmen. Nach seinem Rücktritt vom aktiven Radsport engagierte sich Pett über 25 Jahre lang als Radsportfunktionär und fungierte u. a. 1948 bei den Olympischen Spielen in London als Zeitnehmer.
1951 wurde Pett mit der Aufnahme in das Golden Book of Cycling geehrt.